# Gettysburg, Ohio
Gettysburg là một làng thuộc quận Darke, tiểu bang Ohio, Hoa Kỳ. Năm 2010, dân số của làng này là 513 người.

## Dân số
- Dân số năm 2000: 558 người.
- Dân số năm 2010: 513 người.